# Lenguas uru-chipaya
Uru-Chipaya (también conocida como uruquilla o uro) es una familia de lenguas indígenas andinas cuyos únicos idiomas sobrevivientes se hablan en Bolivia. El chipaya tiene cerca de mil hablantes y observa un uso vigoroso en su comunidad nativa; mientras que para el año 2000 sólo quedaban dos hablantes del uru o uchumataqu. En el pasado, otras hablas uru-chipayas fueron habladas en la zona altiplánica de los lagos Titicaca y Poopó. Entre ellos, se encuentra el uro de Chimo o ts'imu en la bahía de Puno (actual Perú).
Los hablantes del chipaya, del uchumataqu y del ts'imu utilizaron en el pasado y algunos utilizan hasta hoy el glotónimo pukina o bukina para referir a sus propias lenguas, que no deben confundirse con el extinto idioma puquina que se habló en la misma región geográfica y que no estuvo emparentado con esta familia lingüística.

## Clasificación
Se ha propuesto que estas lenguas podrían tener relación con el quingnam del norte del Perú. No tienen ninguna lengua viva con relación comprobada, aunque se ha intentado encontrar conexiones con las lenguas arahuacas y las lenguas mayenses. 

### Lenguas de la familia
- Chipaya, Bolivia, (Oruro), 1.200 hablantes en 1995,[3] 1.000 en 2004[4] y 1.500-3.000 en 2017.[5]
- Uru, también llamado Uchumataqu o Uru de Iru-Itu, Bolivia, (La Paz), 2 hablantes en 2000.[6]
- Uru de Ch'imú, Perú (Puno), extinto.
- Murato, Bolivia (Oruro), extinto.

## Comparación léxica

### Pronombres
A continuación se comparan los pronombres personales de varias lenguas de la región andina. Todas estas lenguas distinguen en la primera persona del plural una forma inclusiva (yo + tú + [otros]) y una forma exclusiva (yo + otros, pero no tú). La forma de los pronombres no muestra un parentesco cercano de las lenguas uruchipaya con el resto de familias que se comparan:
| GLOSA                     | Puquina   | proto- Uru-chipaya          | proto- Quechua | proto- Aymara |
| ------------------------- | --------- | --------------------------- | -------------- | ------------- |
| 1ª persona singular       | nisi      | *wir-                       | *nuqa          | *naya         |
| 2ª persona singular       | chuu      | *am(t)                      | *qam           | *huma         |
| 3ª persona singular       | jiru      | *ni (masc) *am (fem)        | *pay           | *hupa         |
| 1ª persona plural (incl.) | nisinchis | *ucum                       | *nuqanchis     | *hiwasa       |
| 1ª persona plural (excl.) | nisiyku   | *ucum                       | *nuqayku       | *na(naka)     |
| 2ª persona plural         | chuukuna  | *amcuk                      | *qamkuna       | *huma(naka)   |
| 3ª persona plural         | jirukuna  | *ninaka (masc) *ninak (fem) | *paykuna       | *hupa(naka)   |

### Numerales
Los numerales comparados con las mismas familias anteriores son:
| GLOSA | Chipaya           | Uru     | Puquina | PROTO- ARU | PROTO- QUECHUA |
| ----- | ----------------- | ------- | ------- | ---------- | -------------- |
| 1     | tsi               | ši      | pesk    | *maya      | *suk           |
| 2     | pišk              | piske   | so      | *paya      | *iškay         |
| 3     | čep               | čep     | kapak   |            | *kimsa         |
| 4     | paxpix < pax kpik | pácpic  | sper    | *pusi      | *çusku         |
| 5     | panoqu            | paanucu | takpa   |            | *pichqa        |
| 6     | paqčui            | pacchui | čiču    |            | *suqta         |
| 7     | thoqo             | tohoro  | stu     |            | *qançis        |
| 8     | qonqo             | cohonco | kino    |            | *pusaq         |
| 9     | śanqaw            | sankau  | čeka    |            | *isqun         |
| 10    | (tunka)           | kalo    | skata   |            | *çunka         |
Los términos entre paréntesis son préstamos léxicos de alguna otra familia lingüítica.